# Cudoniaceae
Cudoniaceae es una familia de hongos en el orden Rhytismatales. La familia contiene tres géneros: Cudonia, Spathularia, y Spathulariopsis. Las especies de Cudoniaceae poseen una distribución amplia en regiones templadas del hemisferio norte.